# Science-Fiction-Jahr 1925
Übersicht

◄◄ | ◄ | 1921 | 1922 | 1923 | 1924 | Science-Fiction-Jahr 1925 | 1926 | 1927 | 1928 | 1929 | ► | ►►

Weitere Ereignisse

## Neuerscheinungen Literatur
| Deutscher Titel | Deutschsprachiges Erscheinungsjahr | Originaltitel                                             | Autor            | Anmerkungen                                    |
| --------------- | ---------------------------------- | --------------------------------------------------------- | ---------------- | ---------------------------------------------- |
| Hundeherz       | 2013                               | russisch Собачье сердце, transkribiert Sobachye syerdtsye | Michail Bulgakow | als Das hündische Herz 2013 neu veröffentlicht |

## Neuerscheinungen Filme
| Deutscher Titel         | Deutschsprachiges Erscheinungsjahr | Originaltitel                                  | Regie                         | Anmerkungen                                                      |
| ----------------------- | ---------------------------------- | ---------------------------------------------- | ----------------------------- | ---------------------------------------------------------------- |
| Paris schläft           |                                    | Paris qui dort                                 | René Clair                    |                                                                  |
| Der Turm des Schweigens | –                                  | –                                              | Johannes Guter                | Die Handlung lehnt sich an William Shakespeares Der Sturm an     |
| Die verlorene Welt      | 1926                               | The Lost World                                 | Harry O. Hoyt, Willis O’Brien | basiert auf dem Roman Die vergessene Welt von Arthur Conan Doyle |
|                         |                                    | russisch Луч смерти, transkribiert Luch smerti | Lev Kuleshov                  |                                                                  |
|                         |                                    | Dr. Pyckle and Mr. Pryde                       | Scott Pembroke, Joe Rock      |                                                                  |
| Wunder der Schöpfung    | –                                  | –                                              | Hanns Walter Kornblum         |                                                                  |

## Geboren
- Brian Aldiss († 2017)
- Christopher Anvil, Pseudonym von Harry C. Crosby jr. († 2009)
- David R. Bunch († 2000)
- Herbert James Campbell († 1983)
- Zoltán Csernai († 2005)
- Harry Harrison schrieb mit New York 1999 die Vorlage zum Film … Jahr 2022 … die überleben wollen († 2012)
- Hayden Howard († 2014)
- Monica Hughes († 2003)
- Doris Jannausch († 2017)
- Keith Laumer († 1993)
- Alfred Leman († 2015)
- Katherine MacLean († 2019)
- Gerhard Matzke
- J. T. McIntosh, Pseudonym von James Murdoch MacGregor († 2008)
- Dan Morgan († 2011)
- Kris Neville († 1980)
- Jean Raspail († 2020)
- W. W. Shols († 1981)
- Arkadi Strugazki († 1991)
- Abram Terz, Pseudonym von Andrej Sinjawskij († 1997)
- Yves Velan († 2017)
- Gore Vidal († 2012)
- Gerhard Zwerenz († 2015)

## Gestorben
- Camille Flammarion (* 1842)
- Arthur Oelwein (* 1868)
- Wilhelm Rubiner (* 1851)
- Vinzenz Till (* 1838)
- Arthur Zapp (* 1852)